# Філіпп Мексес
Філі́пп Мексе́с (фр. Philippe Mexès, МФА: [filip meɡˈzɛs]; нар. 30 березня 1982 року, Тулуза, Франція) — французький футболіст, центральний захисник.

## Клубна кар'єра
Мексес починав грати у футбол «Тулузі», а в шістнадцятирічному віці опинився в молодіжній команді «Осера». В основному складі клубу дебютував 10 листопада 1999 року в матчі з «Труа». В «Осері» його почали запрошувати спочатку в юнацькі збірні Франції (до 18 і 21 років), а в серпні 2002 року — в національну.
2004 року перейшов в італійську «Рому» . 12 вересня футболіст дебютував у Серії А в матчі проти «Фіорентини» . Після першого сезону в основі клубу Мексес опинився в запасі на початку сезону 2005—2006, поступившись місцем в основному складі Самуелю Куффуру. Проте після від'їзду Куффура на Кубок африканських націй Мексес швидко повернув собі місце в складі і став одним з ключових гравців команди.
10 травня 2011 року на правах вільного агента перейшов у «Мілан» . 26 жовтня дебютував за нову команду в домашньому матчі проти «Парми» 

## Кар'єра в збірній
За збірну Мексес зіграв лише 13 матчів і став переможцем Кубка конфедерацій 2003 року. Останній виклик в збірну відбувся в квітні 2009 року. Після відходу зі збірної Ліліана Тюрама став знову викликатися до збірної.

## Особисте життя
У Мексеса є дівчина Карла, з якою в нього двоє дітей: син Енцо (нар. 1 червня 2003) і донька Єва (29 липня 2007) .

## Досягнення

### Командні
«Осер»
- Володар кубка Франції: 2003

«Рома»
- Володар кубка Італії: 2007, 2008

«Мілан»
- Володар Суперкубка Італії: 2011

Збірна Франції
- Чемпіон Європи (U-18): 2000

- Володар Кубка конфедерацій: 2003

### Індивідуальні
- France Football «Надія року»: 2000

## Статистика
Дані актуальні станом на 26 жовтня 2011
| Сезон       | Клуб  | Ліга    | Чемпіонат           | Єврокубки                                        | Збірна Франції   |
| ----------- | ----- | ------- | ------------------- | ------------------------------------------------ | ---------------- |
| 1999 — 2000 | Осер  | Ліга 1  | 5 матчів            | -                                                | -                |
| 2000 — 2001 | Осер  | Ліга 1  | 32 матчів           | -                                                | -                |
| 2001 — 2002 | Осер  | Ліга 1  | 30 матчів / 3 голів | -                                                | -                |
| 2002 — 2003 | Осер  | Ліга 1  | 34 матчів / 1 голів | 7 матчів (Ліга чемпіонів) / 4 матчі (Кубок УЄФА) | 5 матчів         |
| 2003 — 2004 | Осер  | Ліга 1  | 32 матчів / 3 голи  | 5 матчів (Кубок УЄФА)                            | 1 матч           |
| 2004 — 2005 | Рома  | Серія А | 28 матчів           | 3 матчі (Ліга чемпіонів)                         |                  |
| 2005 — 2006 | Рома  | Серія А | 27 матчів / 3 голи  | 9 матчів (Кубок УЄФА)                            | -                |
| 2006 — 2007 | Рома  | Серія А | 28 матчів / 3 голи  | 7 матчів (Ліга чемпіонів)                        | 2 матчі          |
| 2007 — 2008 | Рома  | Серія А | 31 матч / 1 гол     | 9 матчів (Ліга чемпіонів)                        | 1 матч           |
| 2008 — 2009 | Рома  | Серія А | 29 матчів / 2 голи  | 6 матчів (Ліга чемпіонів)                        | 4 матчі          |
| 2009 — 2010 | Рома  | Серія А | 19 матчів / 1 гол   | 9 матчів (Ліга Європи)                           | -                |
| 2010 — 2011 | Рома  | Серія А | 22 матчі / 1 гол    | 6 матчів / 1 гол (Ліга чемпіонів)                | 9 матчів / 1 гол |
| 2011 — 2012 | Мілан | Серія А | 1 матч              | 1 матч                                           | -                |